# Estado Bandeirante
Estado bandeirante é uma designação popular e histórica para o estado de São Paulo. Começou a ser citado na década de 1900, com menções em periódicos, como A Republica, em 1905, e Jornal do Commercio, em 1909. É também mencionado no hino dos municípios de Barrinha, Mairiporã, Mirandópolis e Santa Albertina.
O general José Canavarro Pereira, comandante do II Exército, nos documentos do Departamento de Ordem Política e Social (DOPS/Deops), órgão de repressão com papel de destaque durante o Estado Novo e Ditadura militar, na criação da Operação Bandeirante, atuante em São Paulo e chamada assim em referência à forma como o estado era conhecido, evocou o estado de São Paulo como o "estado bandeirante," chamou seu governo de "governo bandeirante," e a sua Força Pública, atual Polícia Militar de São Paulo, de "milícia bandeirante."
Uso da denominação ainda é comum entre entre a população, políticos e por meios de comunicação. Em 2005, o então governador Geraldo Alckmin referiu-se a São Paulo desta forma, ao homenagear os premiados com o Prêmio Mauro Covas, destacando a figura de Mário Covas, ex-governador de São Paulo.
Em 2013, em uma Sessão Solene na Assembleia Legislativa do Estado de São Paulo, o então deputado Bruno Covas, enfatiza o reconhecimento público do 'estado bandeirante' pelo trabalho realizado pela Ordem DeMolay. Em 2015, em um artigo crítico à gestão estadual do PSDB, publicado pelo Jornal GGN, o colunista Fábio de Oliveira Ribeiro utiliza da expressão. Em 2019, o Secretário da Segurança Pública João Camilo Pires de Campos disse ser 'secretário de Segurança Pública deste estado bandeirante'; um mês depois, o deputado Sargento Neri, em um discurso em defesa dos veteranos das forças de segurança pública de São Paulo, fez um clamor à sociedade paulista, encerrando ao denominar São Paulo por 'estado bandeirante.'

## Origem
São Paulo assim ficou conhecido por ser a localidade de onde partiam bandeiras para desbravar o interior da América do Sul, sendo o berço de diversos bandeirantes com importância significativa para a história do Brasil, como o Anhanguera, descobridor de Goiás, Domingos Jorge Velho, um dos conquistadores do Piauí, e muitos outros que se destacaram na fundação de localidades e capitais brasileiras, como Belo Horizonte, Curitiba, Cuiabá e Florianópolis.